# Uwe Janssens
Uwe Janssens (* 1960 in Düsseldorf) ist ein deutscher Mediziner. Der Facharzt für Innere Medizin war von Januar 2019 bis zum 31. Dezember 2020 Präsident der Deutschen Interdisziplinären Vereinigung für Intensiv- und Notfallmedizin e. V. (DIVI). Seit Januar 2005 ist er Chefarzt der Klinik für Innere Medizin und Kardiologie im St.-Antonius-Hospital Eschweiler.

## Leben
Nach dem Abitur studierte Janssens von 1979 bis 1986 Humanmedizin an der Heinrich-Heine-Universität Düsseldorf und arbeitete anschließend als Assistenzarzt in der Medizinischen Klinik des Bethesda-Krankenhauses Mönchengladbach. Im Rahmen der Weiterbildung wechselte er 1992 an die Universitätsklinik Aachen, wo er ab 1995 als Oberarzt und ab 2001 als leitender Oberarzt der internistisch-kardiologischen Intensivstation tätig war. Die Facharztanerkennung für Innere Medizin erhielt er 1994, die Teilgebietsbezeichnung Kardiologie 1997. Die Habilitation erfolgte im Jahr 2000. Von 2003 bis 2004 war Janssens Chefarzt an der Abteilung für Kardiologie, Pulmologie und internistische Intensivmedizin des Caritas-Krankenhauses Bad Mergentheim, bevor er 2005 an das St.-Antonius-Hospital (SAH) in Eschweiler wechselte, wo er als Chefarzt an der Klinik für Innere Medizin und Internistische Intensivmedizin tätig ist. Seit Januar 2023 ist er dort ärztlicher Direktor.
Von 2006 bis 2008 war Janssens Präsident der Deutschen Gesellschaft für Internistische Intensivmedizin und Notfallmedizin (DGIIN). Seit 2014 ist er Generalsekretär der Gesellschaft. Er ist seit 2008 Sprecher der Sektion Ethik der Deutschen Interdisziplinären Vereinigung für Intensiv- und Notfallmedizin (DIVI), deren Präsident er von 2019 bis 2020 war. Janssens fordert seit 2013 aktiv zur Therapiebegrenzung (Passive Sterbehilfe) auf.
Im November 2020 wurde er mit dem „Zukunftspreis 2020“ des Verbandes leitender Krankenhausärztinnen und -ärzte (VLK) für sein besonderes Engagement während der COVID-19-Pandemie ausgezeichnet. Er hatte maßgeblichen Anteil an der kurzfristigen Schaffung des DIVI-Intensivregisters, außerdem wurde seine von Sachkenntnis geprägte hohe Medienpräsenz gewürdigt. 2024 wurde er "für sein Engagement während der Corona-Pandemie" zum Ehrenmitglied der DIVI ernannt.
Janssens ist verheiratet und hat zwei Söhne.

## Veröffentlichungen (Auswahl)
- mit P. Hanrath: Schock. In: Der Anaesthesist. Band 44, 1995, S. 123–139.
- Die gastrale Tonometrie: Untersuchungen zur In-vitro- und In-vivo-Validierung bei kardiovaskulär erkrankten Intensivpatienten. 2002.
- Kapitel über Heparininduzierte Thrombozytopenie im Jahrbuch Intensivmedizin 2006.